# 3-Day Weekend
3-Day Weekend (tj. Třídenní / Prodloužený víkend) je americký hraný film z roku 2008, který režíroval Rob Williams podle vlastního scénáře. Film popisuje osm mužů trávících prodloužený víkend na horské chatě.

## Děj
Simon a Jason tvoří dlouhodobý pár, i když jejich vztah je volný. Jejich dávný přítel Cooper a mnohem mladší Ace jsou spolu teprve rok. Tradičně stráví prodloužený víkend na Jasonově horské chatě. Každý z nich na víkend pozve nějakého svého známého. Simon svého nesmělého kolegu z práce Maca, Jason Andrewa, který je ale prostitut, Cooper svého učitele jógy Kevina a Ace svého kamaráda a bývalého milence ze školy Camerona. Kombinace starých přátel a nových známých během nadcházejícího víkendu vytváří neočekávané napětí i nové vztahy.

## Obsazení
| Derek Meeker      | Simon   |
| Douglas Myers     | Jason   |
| Derek Long        | Cooper  |
| Stephen Twardokus | Ace     |
| Chris Carlisle    | Mac     |
| Gaetano Jones     | Kevin   |
| Joel Harrison     | Cameron |
| Daniel Rhyder     | Andrew  |